# انحراف (لسانيات)
الانحراف لغة: الميل. واصطلاحًا: ميل الحرف عند خروجه إلى مخرج غيره، ولها حرفان؛ وهما: اللام والراء.